# I. legija Italica
Prva italska legija (latinsko Legio I Italica)  je bila rimska cesarska legija, ki jo je ustanovil cesar Neron 22. septembra 66. Datum je potrjen z napisom. Prvotno se je  imenovana Legija falanga Aleksandra Velikega. Nameščena je bila v Italiji in bila v letu štirih cesarjev preimenovana v Italsko legijo. Kasneje je bila stacionirana na donavski meji v Novah  blizu današnjega Svištova v Bolgariji. Zapisi kažejo, da je obstajala še v začetku 5. stoletja na donavskem limesu. Simbol legije je bil merjasec.

## Zgodovina
Po rimsko-partski vojni leta 58–63 je cesar Neron uporabil Prvo italsko legijo, taktat imenovano Falanga Aleksandra Velikega, za pohod v Armenijo ad portas Caspias –  preko prelaza Čavar.  Viri omenjajo nenavaden podatek, da so bili vsi njeni prvotni legionarji višji od šest čevljev, se pravi 180 cm. Ker je nekaj tednov kasneje izbruhnil upor Judov v Judeji, se predvidena armenska kampanja ni nikoli zgodila. Ko se je v začetku leta 68 uprl guverner Galije  Gaj Julij Vindeks, je bila Italika preusmerjena v Galijo. Tja je prišla tik pred koncem upora. Po Neronovi smrti je legija v letu štirih cesarjev (69) dobila ime I. Italica in se v drugi bitki pri Bedriaku borila za Vitelija proti Vespazijanu. Vitelijeve sile so v bitki zmagale. Novi cesar je leta 70 poslal I. Italico v provinco Mezijo v trdnjavo Nove, ki je za več stoletij ostala njen bazni tabor. 
Legija je pod Trajanom služila v dačanskih vojnah in bila odgovorna za gradnjo mostov čez Donavo. Zdi se, da je bila za gradnje zelo usposobljena. 
Med vladavino Marka Avrelija je Prva italska legija sodelovala v vojnah proti germanskim plemenom, ki so grozila prečkati Donavo. Po dolgi vojni so Rimljani osvojili veliko ozemlja na levem bregu Donave. Mark Avrelij je na teh ozemljih nameraval ustanoviti novo provinco pod guvernerjem Avlom Julijem Pompilijem Pizonom, poveljnikom I. italske in IV. flavijske legije, a je upor Avidija Kasija na vzhodu to preprečil. 
Leta 193 je guverner Zgornje Panonije Septimij Sever zase zahteval cesarski škrlat in odšel v Italijo. I. italska legija ga je podpirala, vendar ni odšla z njim. Legija se je borila proti Severjevemu tekmecu Pesceniju Nigru, ki je oblegal Bizanc. Skupaj z XI. klavdijsko legijo se je bojevala pri Isu in verjetno sodelovala v Severjevem pohodu proti Partom leta 198. 
V 3. stoletju, med vladavino Karakale, je legija sodelovala pri gradnji obrambnega zidu ob Donavi, ki se je začel v bližini Nov. Pod Aleksandrom Severjem se je nekaj veksilacij I. italske preselilo v Salono, kjer so varovali dalmatinsko obalo.